# Stazione di Gemonio
Stazione di Gemonio vasútállomás Olaszországban, Lombardia régióban, Gemonio településen.

## Vasútvonalak
Az állomást az alábbi vasútvonalak érintik:
- Saronno-Laveno-vasútvonal

## Kapcsolódó állomások
A vasútállomáshoz az alábbi állomások vannak a legközelebb:
- Stazione di Cittiglio
- Stazione di Cocquio-Trevisago